# Kosovo-operatie
De Kosovo-operatie (Bulgaars : Косовска операция) was een offensieve operatie van het Bulgaarse Leger in Joegoslavië tijdens de deelname van Bulgarije aan de Tweede Wereldoorlog tegen het Derde Rijk.
De operatie duurde van 15 oktober tot 22 november 1944 en werd (deels) parallel uitgevoerd met drie andere Bulgaarse offensieve operaties in Joegoslavië: de Niš-operatie, de Bregalnitsa-Strumica-operatie en de Stratsin-Kumanovo-operatie.

## Inleiding
Deze operatie was in principe de voortzetting van de drie die door het Bulgaarse Leger ingezet werden. De Bulgaren werden gesteund door eenheden van het Narodnooslobodilačka vojska Jugoslavije (Volksbevrijdingsleger van Joegoslavië) (NOVJ) en van het Albaanse Nationale Bevrijdingsfront. Naast het bevrijden van Kosovo, was ook een belangrijke opdracht, om de terugtrekking van de Duitse Heeresgruppe E vanuit Griekenland door de vallei van de Westelijke Morava te blokkeren. Dit zou moeten gebeuren door de zuid-noord verbindingswegen af te snijden. De Duitsers werden gesteund door troepen van de Balli Kombëtar, ofwel de Ballisten, ter sterkte van ongeveer 10.000 man.

## Deelnemende eenheden
Bulgaarse leger
- 2e Leger (generaal-majoor Kiril Stanchev) 
  - 2e Infanteriedivisie
  - 4e Infanteriedivisie, inclusief een Surmgeschütz-eenheid met 25 Maybach T-III (= StuG III)
  - 6e Infanteriedivisie
  - 9e Infanteriedivisie
  - 12e Infanteriedivisie
  - Pantserbrigade (beschikte over Duits materieel: 49 Maybach T-IV (= PzKw IV), 14 Skoda tanks (= PzKw 35(t)) en Praag tanks (= PzKw 38(t))

NOVJ:
- - 24e Servische Divisie
  - 46e Servische Divisie
  - 1e, 2e, 3e, 4e en 5e Kos-Met Brigades
  - Albanese 3e en 5e Brigades

Wehrmacht:
- Heeresgruppe E (Generaloberst Alexander Löhr)
  - Kampfgruppe Bredow (Major Hans-Henning von Bredow) [1] – (zes infanteriebataljons, drie artilleriebataljons en 10 tanks)
  - Kampfgruppe Langer (Oberst Kurt Langer) [2] – (drie infanteriecompagnieën, een artilleriebatterij en een peloton tanks)
  - Kampfgruppe Scholz (Generalmajor Erich Scholz) [3]
  - Gruppe Skanderbeg (SS-Brigadeführer und Generalmajor der Waffen-SS August Schmidhuber) [4] – (rond 1.700 man, waarvan rond 100 Albanezen))

## Verloop van de strijd

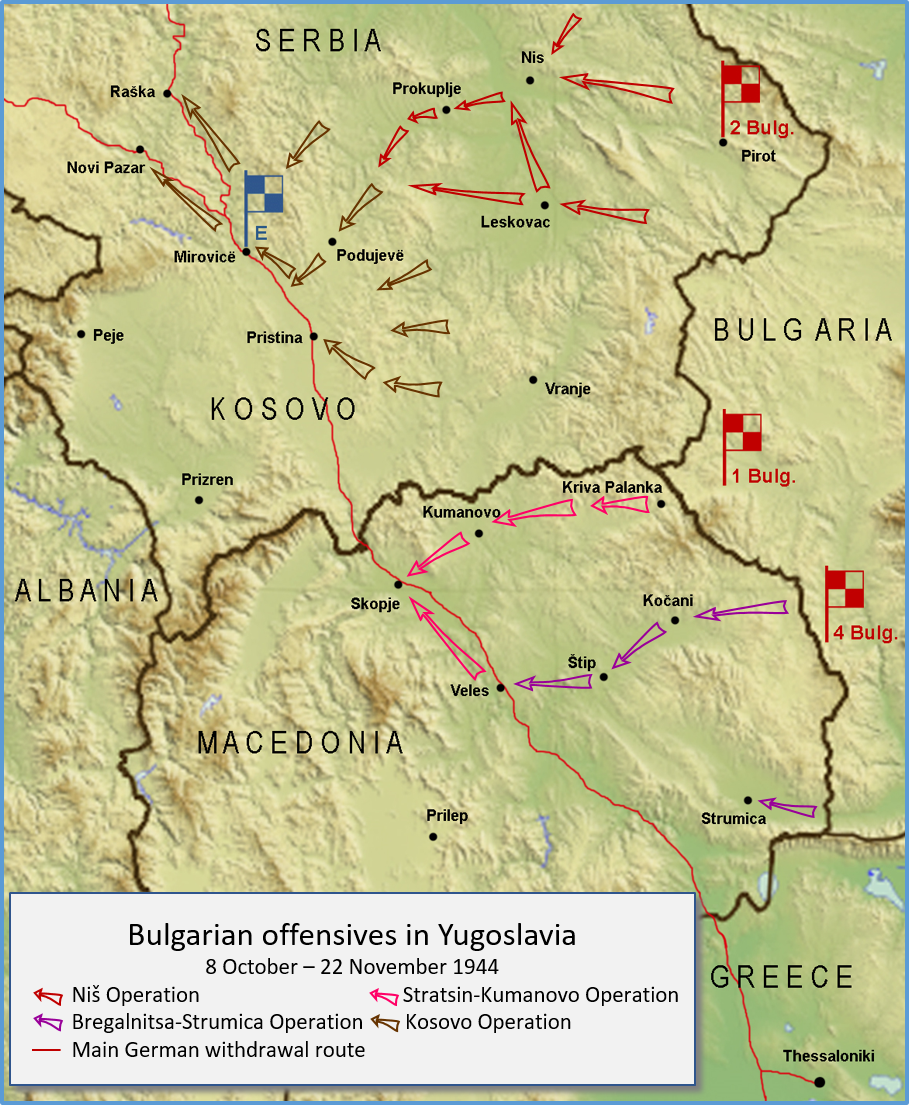
Verloop van de operatie (bruine pijlen)

### De eerste fase
De Bulgaarse troepen begonnen op 15 oktober met het offensief met de 4e Infanteriedivisie en delen van de Pantserbrigade met een aanval op Kuršumlija. De Duitsers formeerder hier Kampfgruppe Langer en konden het gebied Prepolac – Merdare ten zuiden van de stad in handen houden.
Gedurende die tijd braken op 18 oktober de 12e Infanteriedivisie en de 5e Kos-Met Brigade uit via de weg Lebane – Medveđa - Tulare, maar werd vlak daarna vastgehouden door Duitse en Ballistische troepen. Door vier bataljons en een artillerie-eenheid weg te nemen bij de Heeresgruppe E hoofdmacht, dat zich terugtrok door Kosovo, versterkten de Duitsers de Kampfgruppe Langer opnieuw die daarmee in staat was de route van Medveđa naar Pristina af te sluiten. Bij Bujanovac vochten intussen de 2e Cavaleriedivisie met de 46e Servische Divisie en de 2e en 3e Kos-Met Brigades zonder enig zichtbaar succes met de Kampfgruppe Bredow.
Op 25 oktober gaven de Bulgaren op alle assen vol gas (gesteund door de twee NOVJ-divisies): Kuršumija - Podujevë, Medveđa - Pristina, Bujanovac - Gjilan - Priština. Tegelijkertijd bereidde het hoofdkwartier van het 2e Leger zich voor om de 9e Infanteriedivisie in de strijd te brengen tussen de 4e en 12e Infanteriedivisies, en de 6e Infanteriedivisie naar de vleugel van de 4e Infanteriedivisie, in het gebied van de verbinding Kuršumija - Podujevë. Omdat het niet wachtte op de aanval van de eenheden van het 2e Leger, lanceerde de 24e Divisie op 23 oktober een aanval en was tegen 28 oktober Pakastica en Bajgora binnengedrongen en bedreigde daarmee de flank van de Duitse troepen nabij Prepolac en Mitrovicë. Op dezelfde dag voerden Duitse en Ballistische troepen een tegenaanval uit en brachten de 24e Divisie zware verliezen toe (118 doden en 209 gewonden). De divisie trok zich terug en werd later vervangen door de 22e Divisie. De Bulgaren hadden intussen in deze week nauwelijks vooruitgang geboekt.
Op 1 november vielen de Bulgaren opnieuw aan met de 6e, 4e en 12e Infanteriedivisies en dwong de Kampfgruppe Langer zich terug te trekken naar de linie Baraina - Šajkovac - Glavnik - Kodra Golma. Versterkt met acht bataljons, twee artillerie-eenheden en een compagnie tanks, moest de "Kampfgruppe" de verdere terugtocht van Heeresgruppe E door Kosovo verzekeren. Na de 9e infanteriedivisie in de strijd te hebben gebracht en de 12e te versterken met het 6e Grensregiment, lanceerde het 2e Leger, met de 4e, 9e en 12e Infanteriedivisies, met de steun van de Pantserbrigade, op 8 november een aanval in de richting van Pristina, en gaf de 6e Infanteriedivisie de taak om de zuidelijke hellingen van de Kopaonik te veroveren. Op deze divisie viel de 22e Divisie aan. In een reeks gevechten in dit gebied tussen 8 en 15 november, wisten de Duitsers alle aanvallen van het Bulgaarse 2e Leger en NOVJ-eenheden af te slaan en hun posities te behouden. Bij Bujanovac vielen de 2e Cavaleriedivisie, samen met de 46e Servische en de 2e en 3e Kos-Met Brigades op 8 november de posities van de terugtrekkende Duitsers aan. Op dezelfde dag drongen delen van de 2e Cavaleriedivisie Bujanovac binnen en op 16 november (met de 25e Brigade van de 46e Divisie), drongen ze Gjilan binnen.

### Operaties in Metohija
De beveiliging van de flank van Heeresgruppe E in Metohija werd uitgevoerd door de Gruppe Skanderbeg. Met de hulp van Ballisten hield de groep voornamelijk het gebied rond Peja, Gjakova en Prizren in bezit. De 1e en 4e Kos-Met Brigades en de Albanese 3e en 5e Brigades traden op tegen deze troepen. Toen de terugtrekking van de Duitse troepen door Kosovo medio november zijn laatste fase inging, begon de Gruppe Skanderbeg op 17 november met de terugtrekking uit Metohija. Op die dag bevrijdden de 1e Kos-Met Brigade en de Albanese 3e Brigade Peja, en de volgende dag bevrijdden de 4e Kos-Met- en de Albanese 5e Brigade Prizren. Daarmee was uiteindelijk Metohija bevrijd.

### Afsluitende operaties voor de bevrijding
De eenheden van Heeresgruppe E begonnen op 16 november het zuidelijke deel van Kosovo te verlaten en op 17 november begon de Kampfgruppe Langer zich terug te trekken. Na gevechten met Duitse verdedigers kwamen delen van de 2e Cavaleriedivisie en de 25e Brigade van de 46e Divisie op 19 november Pristina binnen, de 8e Brigade van de 22e Divisie trok op 20 november Vushtrri binnen en delen van de Pantserbrigade met de 12e Brigade kwamen Mitrovicë binnen op 22 november. Hiermee waren de operaties voor de definitieve bevrijding van het hele gebied Kosovo-Metohija voltooid. Tot 30 november achtervolgde de 9e Infanteriedivisie (met hulp van de 22e Divisie) de terugtrekkende vijand. Maar werd door de Duitsers gestopt op de linie Raška – Novi Pazar.

## Nasleep
Het bevrijden van de regio Kosovo van de Duitsers bracht niet onmiddellijk vrede en orde. Nadat de Duitsers waren verdreven, beval Maarschalk Tito de inzameling van wapens in Kosovo en de arrestatie van prominente Albanezen. Het bevel werd niet goed ontvangen en, gecombineerd met hartstochten die voor Kosovo gevoeld werd, veroorzaakte dit een opstand. Op 2 december 1944 vielen anticommunistische Albanezen uit de regio Drenica het mijncomplex van Trepca en andere doelen aan. Met maximaal 2.000 man slaagden deze anticommunisten erin om een partizanenmacht van 30.000 man twee maanden tegen te houden. Nu brak er "een gewapende opstand van enorme omvang" uit in Kosovo onder leiding van de Balli Kombëtar (die toen nog ongeveer 9.000 man onder de wapens had), die zich verzetten tegen de opname van Kosovo in het communistische Joegoslavië. Pas in juli 1945 waren de Joegoslavische partizanen in staat de opstand neer te slaan en hun controle over Kosovo te vestigen.
Na afloop van de strijd (medio december) verlieten de Bulgaarse troepen, zoals vooraf vastgelegd, weer het Joegoslavische grondgebied en trokken zich terug naar Bulgarije.

## Verliezen
Het Bulgaarse 2e Leger verloor in deze operatie 4.893 doden, gewonden en vermisten. De NOVJ- en Duitse verliezen zijn onduidelijk.